# Rechtspraktikant
Als Rechtspraktikant wird in Österreich eine Person bezeichnet, die nach abgeschlossenem rechtswissenschaftlichem Studium die Gerichtspraxis absolviert. Die Ausbildung wird durch das Rechtspraktikantengesetz 1987 (RPG) geregelt. In manchen Staaten ist Rechtspraktikant derjenige, der das juristische Praktikum zu Bildungs- und Vorbereitungszwecken an einer Anstalt oder in der privaten Organisation (Unternehmen) macht. Das Programm wird durch die entsprechenden Studien- oder Ausbildungsordnungen der Bildungseinrichtungen geregelt.